# Tomba dei Leopardi
Die Tomba dei Leopardi (deutsch „Grab der Leoparden“) ist ein dekoriertes etruskisches Grab in der Monterozzi-Nekropole bei Tarquinia.
Das Grab wurde 1875 gefunden und ausgegraben. Es besteht aus einer kleinen Kammer (ca. 4 m × 4 m groß), die vollkommen ausgemalt ist. Im Giebelfeld der Rückwand sind zwei Leoparden dargestellt, die dem Grab seinen Namen gaben. Wegen der guten Erhaltung der Farben gilt dieses Grab als eines der Musterbeispiele etruskischer Kunst.

Tomba dei Leopardi

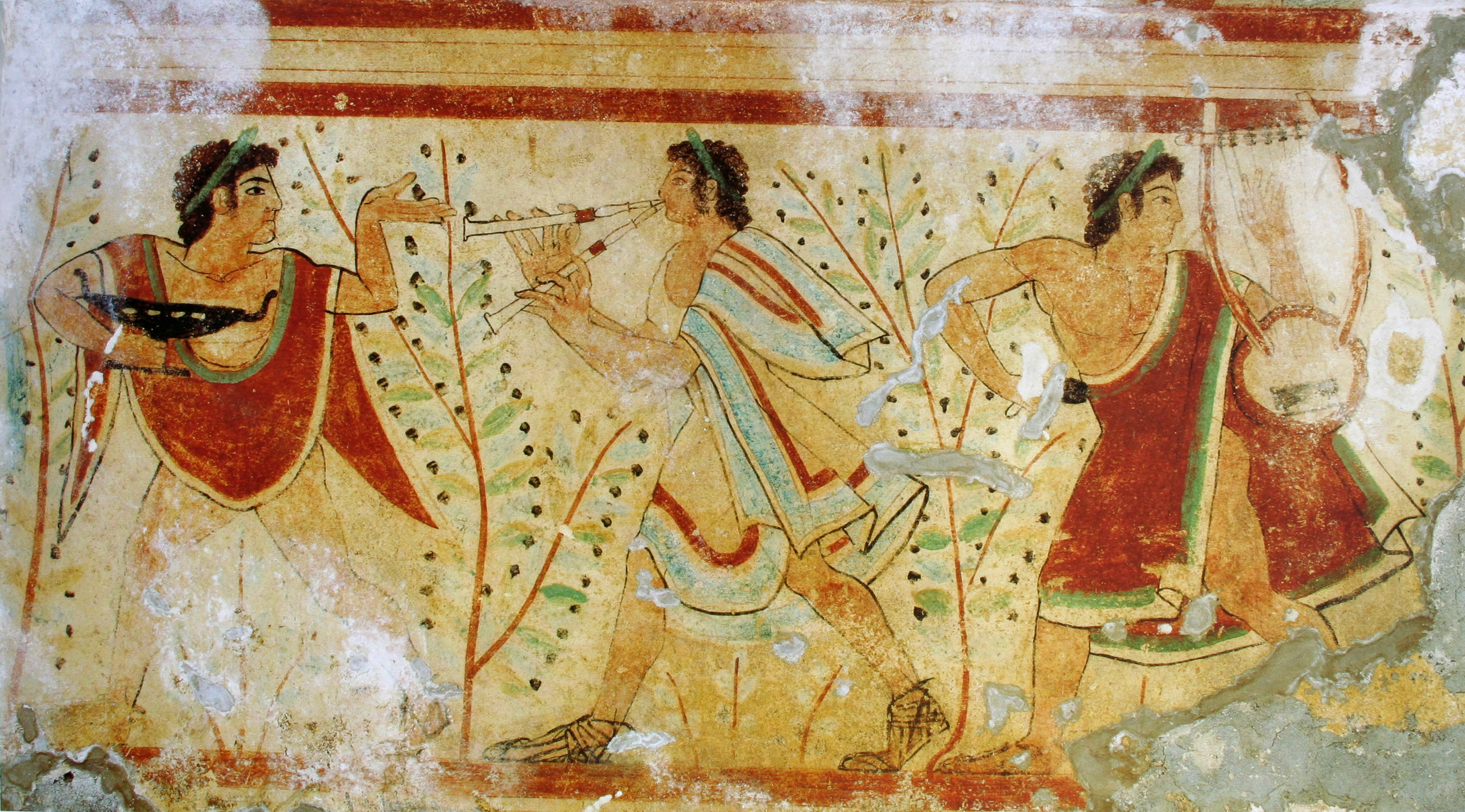
Tomba dei Leopardi: Diener und Musikanten

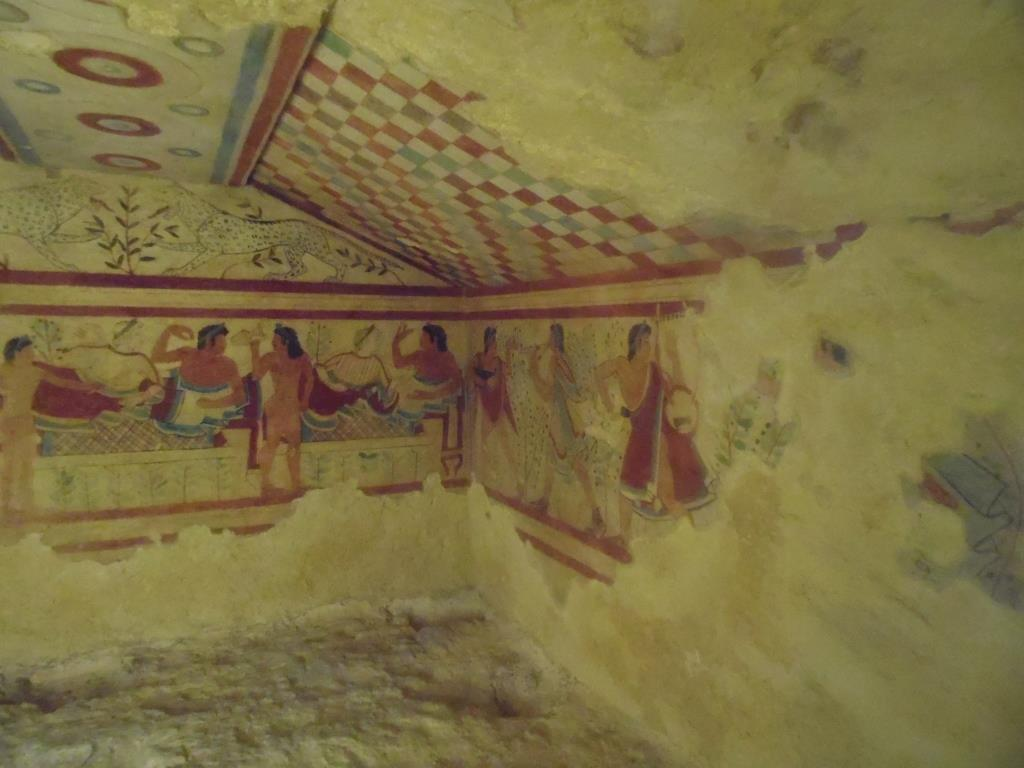
Tomba dei Leopardi, Seitenwand rechts

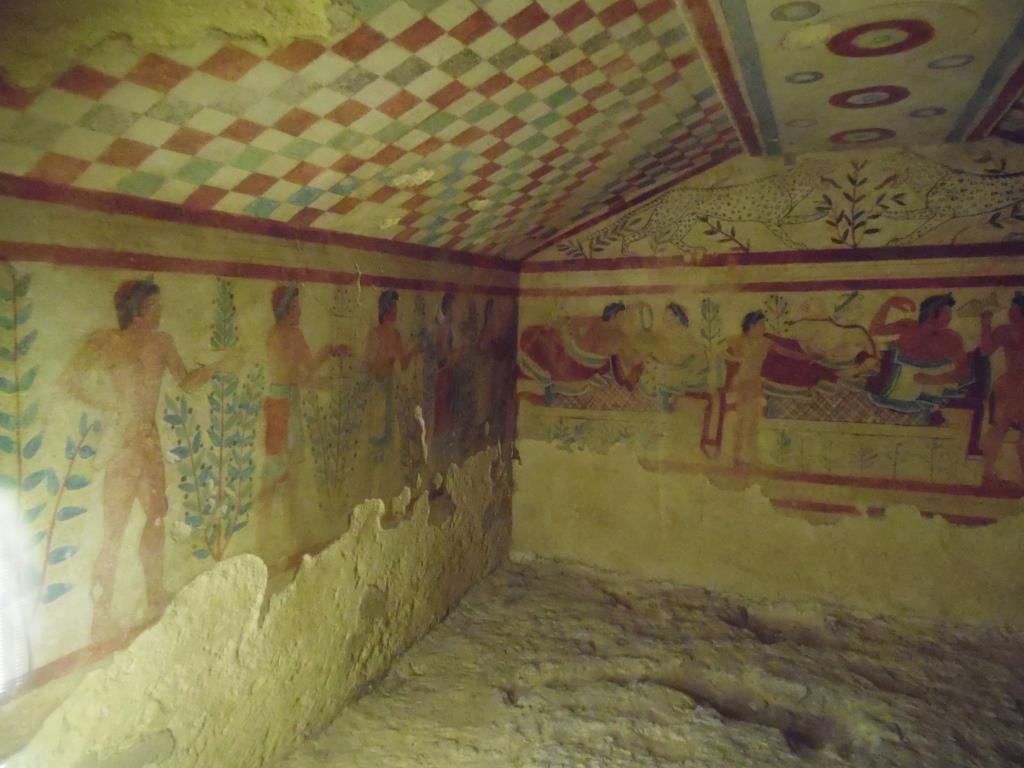
Tomba dei Leopardi, Seitenwand links

Das Grab aus der 1. Hälfte des 5. Jahrhunderts v. Chr. zeigt, dass sich das Programm der Grabmalerei jetzt zunehmend den Bankettszenen zugewandt hat. Zur wichtigsten Einzelszene dieser Phase wird das „Paar auf der Kline“ (Speisebett). Das Leopardengrab vertritt die erste Stufe in dieser Entwicklung. Gleich drei Paare sind auf der Kline versammelt. Abgebildet ist links die Szene auf der Rückwand des Grabes, also auf der wichtigsten Seite, die man als erstes sieht, wenn man das Grab betritt. Zwei der Paare bestehen aus Mann und Frau, ein Paar – ganz links – aus zwei Männern.
Nur ein Paar, und zwar das in der Mitte, wohl das wichtigste, wird von zwei nackten Jünglingen bedient. Im Giebelfeld der Rückwand stehen sich zwei geschmeidige Leoparden achsensymmetrisch gegenüber, die dem Grab seinen Namen gegeben haben. Da sich das Interesse in der Grabmalerei jetzt von den Architekturstrukturen eher auf einheitliche Szenen verlagert und einem stärker ausgeprägten Sinn für das Dekorative Platz macht, sind die Leoparden jetzt nicht mehr durch die Scheinkonsolen, die das Dach tragen sollten, getrennt, sondern durch einen eleganten gemalten Baum. Ein stark realistischer Sinn prägt dieses Werk – er macht sich bemerkbar in der Vielfalt der Kleidung, in der unterschiedlichen Darstellung der Personen im Profil, die untereinander sehr variieren und damit die angestrebte Porträtähnlichkeit erkennen lassen.
Mit dem Ausklang der Spätarchaik um 460 v. Chr. war der Höhepunkt etruskischer Grabmalerei überschritten. Aus der folgenden Zeit bis etwa 300 v. Chr. ist eine weit geringere Anzahl ausgemalter Gräber bekannt. Die Bildthematik konzentriert sich auf die nunmehr kanonisch gewordenen Motive wie Gelage, Musikanten- und Tanzszenen und athletische Spiele. Die formale Entwicklung scheint ab einer bestimmten Stufe stehen geblieben zu sein – auch das im Gegensatz zu Griechenland.
Der Wiedergabe der Natur wurde große Bedeutung beigemessen: Im Zentrum steht eine stilisierte Palme, Schilfrohr und Glockenblumen sind über das ganze Bildfeld verteilt und Granatapfelblüten bilden den oberen Rahmen.